# Mannoheptuloza
Mannoheptuloza – organiczny związek chemiczny, cukier prosty należący do ketoheptoz, zawierających w budowie swojej cząsteczki siedem atomów węgla i ketonową grupę funkcyjną.

## Właściwości
Jest inhibitorem heksokinazy. Poprzez blokowanie enzymu heksokinazy zapobiega przed fosforylacją glukozy. W efekcie mniej cząsteczek dekstrozy jest rozbijanych na mniejsze cząsteczki w organizmie. Roztwór wodny w temperaturze 22 °C zawiera >99% α-mannoheptulopiranozy.

## Występowanie
Występuje w awokado (jako D-mannoheptuloza) i lucernie.